# Santiago de Subarrifana
Santiago de Subarrifana ist eine Gemeinde (Freguesia) im portugiesischen Kreis Penafiel. In ihr leben 998 Einwohner (Stand 30. Juni 2011).